# وریترا
وریترا (वृत्र) در وداها، اژدها یا دیو در هندوئیسم، مظهر خشک‌سالی و دشمن ایندرا است.